# Nannfeldtiomyces anomalus
Nannfeldtiomyces anomalus är en svampart som först beskrevs av Crowell, och fick sitt nu gällande namn av Vánky 1981. Nannfeldtiomyces anomalus ingår i släktet Nannfeldtiomyces och familjen Doassansiaceae.   Inga underarter finns listade i Catalogue of Life.